# Sicklinghall
Sicklinghall – wieś w Anglii, w hrabstwie North Yorkshire, w dystrykcie (unitary authority) North Yorkshire. Leży 25 km na zachód od miasta York i 284 km na północ od Londynu. W 2007 miejscowość liczyła ok. 300 mieszkańców.